# 捞刀河站
捞刀河站是一个京广线和石长线上的铁路车站，位于湖南省长沙市开福区捞刀河镇，建于1937年，目前为四等站，邮政编码为410153。目前业务：客运：办理旅客乘降；行李、包裹托运；货运：办理整车货物发到；不办理危险货物发到。该站是京广线的里程接算站之一。
石长铁路工程计划将原长沙东站的技术功能迁至本站。2008年长沙北货场在外迁霞凝的过程中也对捞刀河站进行改建工程，改建后车站规模为一级二场区段站，设有9条到发线。车站于2010年9月拨接，2010年10月开始运行。调车场则作为长株潭城际铁路的相关工程于2010年开工，2014年6月24日建成投用，规模8股道。